# 珊瑚海群島同性戀王國
珊瑚海群島同性戀王國（英語：Gay and Lesbian Kingdom of the Coral Sea Islands）是2004年6月14日由一群同性戀者於澳洲昆士蘭大堡礁東北方的無常住人口的珊瑚海群島上，建立屬於同性戀者的私人國家，以對澳大利亚政府拒絕承認同性婚姻表示抗議。他們的國旗沿用同性戀旗幟彩虹旗。王國是贊成同性婚姻合法化的國家。珊瑚海群島同性戀王國政體屬君主立憲制，使用歐元作國家貨幣。
至今並無任何國家承認珊瑚海群島同性戀王國為一主權國家，島上亦無人長期居留。王國的網站表示，旅遊業、漁業、售賣明信片是王國仅有的經濟活動。
隨著澳洲同性婚姻合法化，王國宣佈於2017年11月17日解散。

## 外部連結
- 珊瑚海群島同性戀王國國家官方網站（英文）

1. ↑  . Facebook. 2017-11-17  [2017-11-17]. （原始内容存档于2020-08-26）.